# Dương Anh Điền
Dương Anh Điền (sinh năm 1955) là một chính khách Việt Nam. Ông từng là Bí thư Thành ủy Hải Phòng, Chủ tịch Hội đồng nhân dân Thành phố Hải Phòng.

## Thân thế và sự nghiệp chính trị
Dương Anh Điền sinh ngày 26 tháng 10 năm 1955, quê tại phường Dư Hàng Kênh, quận Lê Chân, thành phố Hải Phòng.
Thuở nhỏ, ông học tại quê nhà. Năm 1973, sau khi tốt nghiệp bậc Trung học tại Trường Trung Học Phổ Thông Lê Hồng Phong, ông được cử đi du học tại Trường Đại học Bách khoa Belorussia, ngành kỹ thuật điện. Ông tốt nghiệp Kỹ sư điện tại đây vào năm 1979.
Sau khi về nước năm 1980, ông được phân công về làm việc tại Nhà máy cơ khí chế tạo Hải Phòng, lên dần đến chức Bí thư Đoàn Thành niên Cộng sản Hồ Chí Minh, Đảng ủy viên Nhà máy. Năm 1986, ông được cử đi học tại Trường Đảng Cao cấp Nguyễn Ái Quốc (Hà Nội) và tốt nghiệp Cao cấp Chính trị tại đây vào năm 1988.
Sau khi tốt nghiệp trường Nguyễn Ái Quốc, ông được phân công về Thành đoàn Hải Phòng, lần lượt giữ các chức vụ Ủy viên Ban Thường vụ Thành đoàn, Trưởng ban Công nghiệp và Nông nghiệp, Phó Bí thư Thành đoàn.
Năm 1992, ông được điều sang làm Phó Trưởng ban Ngoại vụ Ủy ban nhân dân thành phố Hải Phòng. Đến năm 1996, ông được điều sang công tác tại Văn phòng Thành ủy Hải Phòng, lần lượt giữ các chức vụ Phó Văn phòng, Chánh Văn phòng, Bí thư Đảng ủy cơ quan, Thành ủy viên khóa XI. Năm 2001, ông được bầu làm Ủy viên Ban Thường vụ Thành ủy khóa XII và được bổ nhiệm làm Bí thư Quận ủy Hồng Bàng.
Từ năm 2003 đến 2006, ông tái cử vào Ủy viên Ban Thường vụ Thành ủy khóa XII, XIII, được bầu vào các chức vụ Phó Chủ tịch, rồi Phó Chủ tịch Thường trực ủy ban nhân dân thành phố Hải Phòng.
Từ năm 2006 đến tháng 12 năm 2010, ông được bầu làm Phó Bí thư thường trực Thành ủy Hải Phòng, Đại biểu Hội đồng nhân dân thành phố khóa XII, XIII. Từ năm 2007, ông được cử làm Trưởng đoàn Đại biểu Quốc hội thành phố Hải Phòng khóa XII
Ngày 9 tháng 12 năm 2010, Dương Anh Điền được Hội đồng nhân dân thành phố Hải Phòng bầu giữ chức vụ Chủ tịch Ủy ban nhân dân thành phố Hải Phòng thay cho Nguyễn Văn Thành vừa mới được bầu làm Bí thư Thành ủy. Ngày 14 tháng 12, Thủ tướng Chính phủ phê chuẩn việc bổ nhiệm này.
Ngày 1 tháng 12 năm 2014, ông Dương Anh Điền được bầu giữ chức Bí thư Thành ủy Hải Phòng thay Nguyễn Văn Thành chuyển về làm Phó Chánh Văn phòng Trung ương Đảng. Tại Đại hội Đảng bộ Hải Phòng tháng 10/2015 ông không tham gia Ban chấp hành Đảng bộ.
Theo kết luận của Uỷ ban kiểm tra Trung ương, ông Điền phải chịu trách nhiệm cá nhân liên quan tới việc đầu tư nhạc nước gây thất thoát, lãng phí ở Hồ Tam Bạc.